# Charles Neville

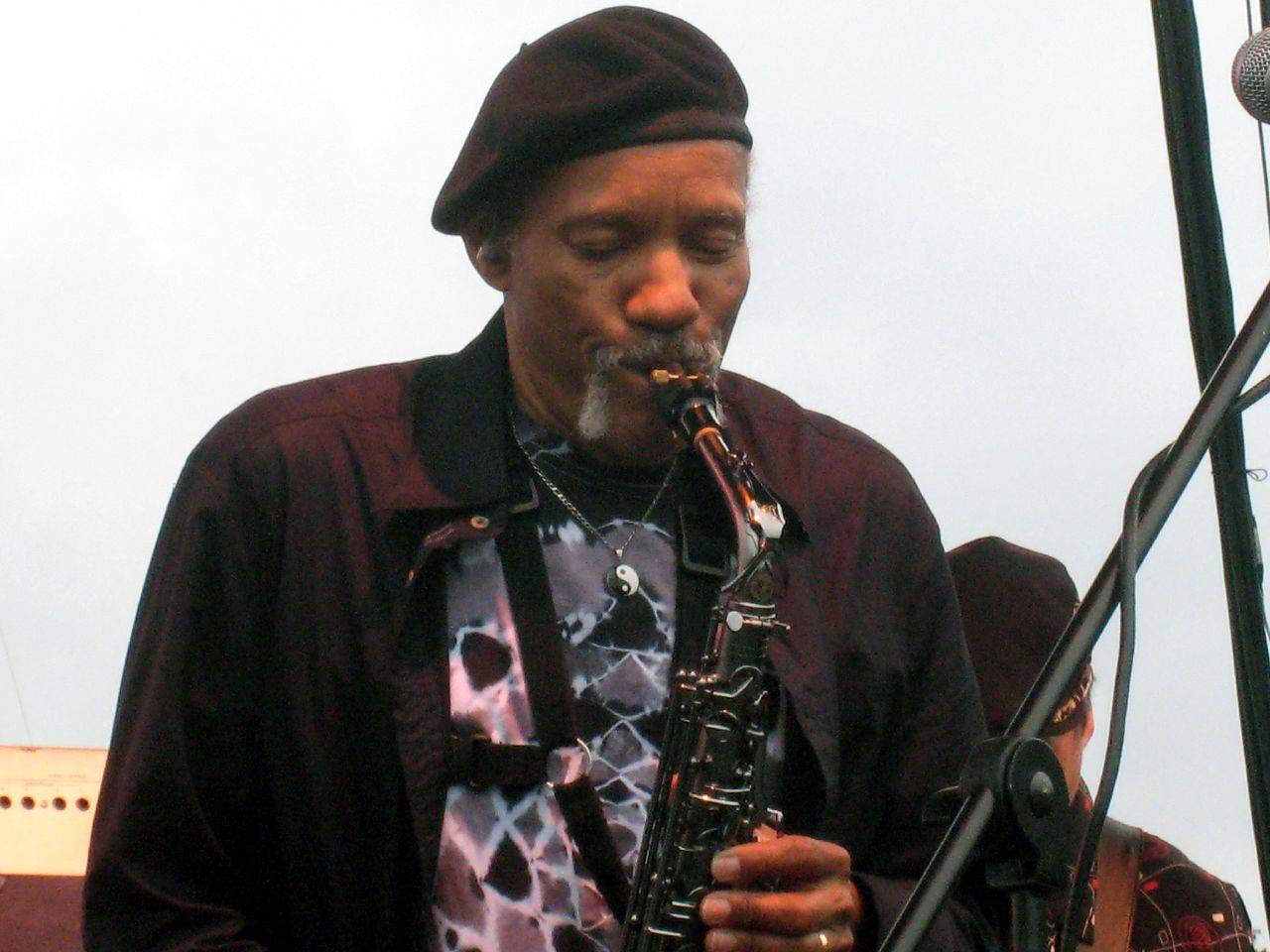
Charles Neville (2007)

Charles Neville (* 28. Dezember 1938 in New Orleans; † 26. April 2018) war ein US-amerikanischer Saxophonist des Rhythm and Blues und Jazz, der auch jenseits der Neville Brothers bekannt wurde.

## Leben und Wirken
Neville, der zweitälteste der Gebrüder Neville, begann schon als Kind mit dem Saxophonspiel. Im Alter von zwölf Jahren wurde er Mitglied eines Schulorchesters. Gemeinsam mit seinem Bruder Art Neville gründete er als Jugendlicher die Turqoises und spielte dann kurzzeitig mit den Hawketts, bevor er mit Gene Franklin & the Houserockers auf Tour ging. Danach begleitete er im Drop Inn R&B-Musiker, um dann von 1954 bis 1956 mit Johnny Ace, Little Walter, Jimmy Reed, Big Maybelle, James Brown, B. B. King, Bobby Bland und Ray Charles zu touren. Nach seiner Militärzeit studierte er 1958 an der Southern University kurzzeitig Musik, um dann aber wieder auf Tournee zu gehen. Nach einem Gefängnisaufenthalt wegen Drogenvergehen zog er nach New York City, wo er mit Musikern wie Johnny Taylor, Clarence Carter und O. V. Wright spielte und am Goddard College lehrte. 1972 stieß er zu seinen Brüdern Aaron und Cyril Neville, die zu dieser Zeit die Gruppe Soul Machine bildeten, aus denen dann die Band Wild Tchoupitoulas und 1977 letztlich die Neville Brothers wurden. 1991 bildete er mit Diversity seine eigene Band, der dann ein eigenes Quartett folgte. Weiterhin war er an verschiedenen Projekten von Kip Hanrahan beteiligt. Daneben nahm Charles Neville auch mit Ramsey McLean & the Survivors auf sowie mit den Songcatchers, mit A. J. Loria, Dr. John, Hilary Noble, Maria Muldaur, U-Ka und mit Roger Sallom. Er ist auch mit Carlos Santana, The Grateful Dead und Herbie Hancock aufgetreten.
Neville schrieb auch das Musical Shangri-La. 1989 erhielt er mit den Neville Brothers einen Grammy in der Kategorie „Bestes Pop-Instrumental“ für Healing Chant. Er starb 2018 an den Folgen einer Darmkrebs-Erkrankung.

## Diskographische Hinweise
- Diversity
- The Painter
- Charles Neville & Youssoupha Sidibe Tree of Life